# Autoridad de Aviación Civil del Estado

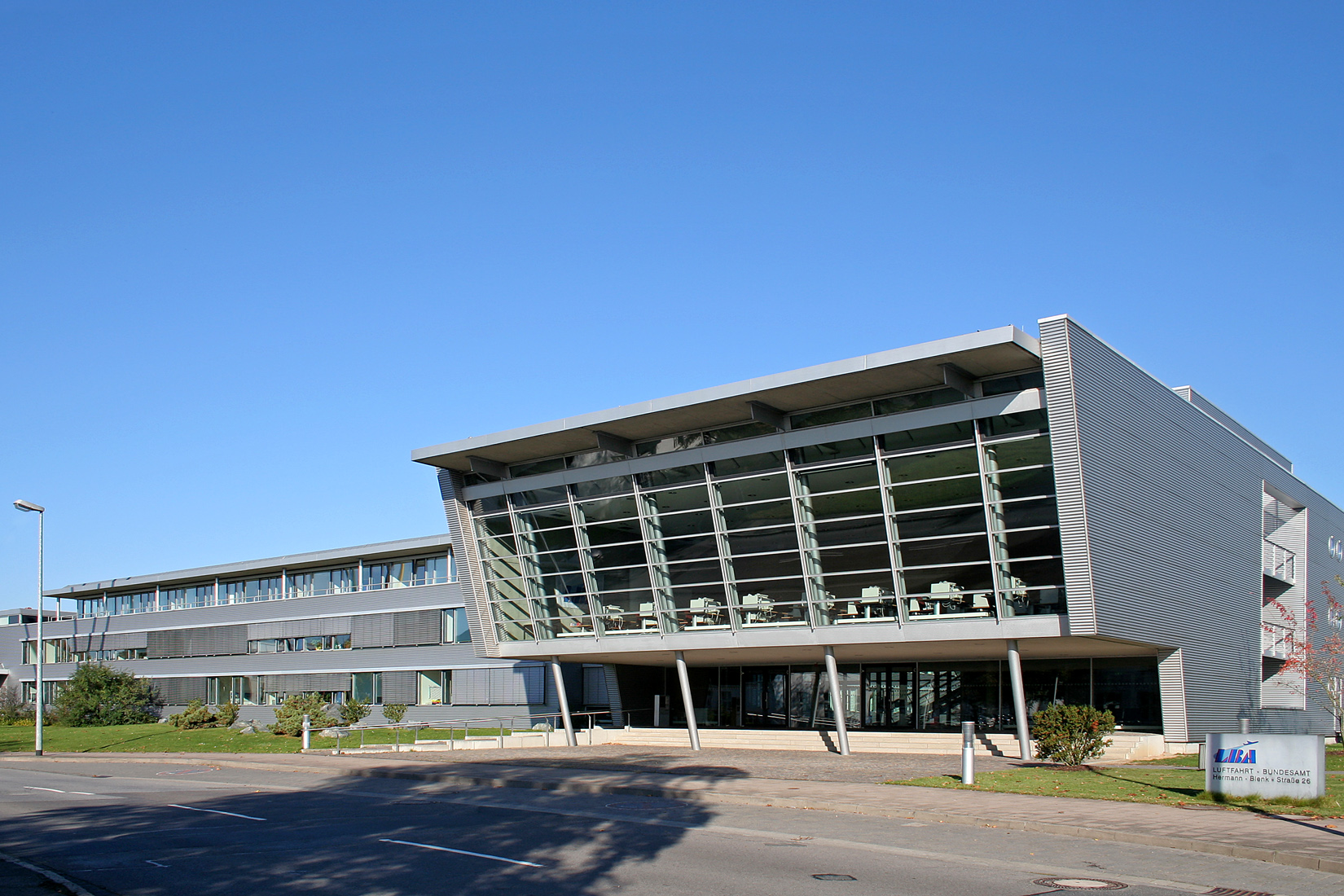
Oficina de aviación federal

La Autoridad de Aviación Civil del Estado (AACE) es una autoridad estatutaria del gobierno en cada país que mantiene un registro de aeronaves y supervisa la aprobación y regulación de la aviación civil. Está bajo el Convenio de Chicago y miembros de la OACI .
- Datos: Q1875618
- Multimedia: Civil aviation authorities / Q1875618